# Catedral Vieja de Salamanca
La catedral de Santa María de la Sede, conocida como catedral Vieja, es una de las dos catedrales que hay en Salamanca. Fundada por el obispo Jerónimo de Perigord, se empezó a construir en el primer tercio del siglo XII y se terminó a finales del siglo XIV, en estilo románico y gótico. Se terminó gracias al impulso que dio a las obras el obispo Alfonso Barasaque. Está dedicada a Santa María de la Sede.

## Características
Se comenzó a construir por iniciativa de su primer obispo, Jerónimo de Perigord (m. en 1120) tras restaurarse la diócesis de Salamanca por el rey Alfonso VI de León, y tras la repoblación de la ciudad llevada a cabo por su yerno Raimundo de Borgoña. Era esta una época en la cual el románico estaba dejando paso al gótico, algo que es apreciable en la diferencia existente entre los pilares y los arranques de las bóvedas de crucería, ya que no existe continuidad constructiva entre ellos, al ser ideados los primeros para soportar una bóveda de cañón, finalizándose esta catedral en 1236.
Estuvo a punto de ser destruida en la Edad Moderna, ya que al proyectar la Catedral Nueva se pensó en derribarla, pero el amplio espacio de tiempo que transcurrió desde el comienzo de las obras de la Catedral Nueva (en torno a 1520) y la tardía fecha de conclusión (hacia 1733), así como la necesidad de un espacio donde celebrar el culto mientras se terminaba la construcción, hizo que la decisión inicial de derruirla fuera abandonada. En este sentido, en planta, la nave izquierda aparece más estrecha y le falta parte del brazo del crucero, a consecuencia de la construcción de la Catedral Nueva.
Se trata de un edificio de planta basilical, en cruz latina y tres naves, crucero marcado y cabecera formada por tres ábsides semicirculares, que muestran ventanas con arcos de medio punto al exterior. Dado el carácter fronterizo de Salamanca, fue proyectada también como fortaleza, cualidad ahora no tan visible, puesto que han desaparecido las almenas de la Torre Mocha y la cubierta de la nave, antes en terraza transitable, se ha cambiado por otra de teja árabe. Por esta razón se la conoció popularmente como fortis salmantina.
Las obras comenzaron a realizarse por el ábside, por eso esta es la parte más antigua, pudiéndose contemplar el cambio de estilo en las bóvedas que cubren las naves, ya que estaban proyectadas bóvedas de arista y se sustituyeron por bóvedas de crucería.

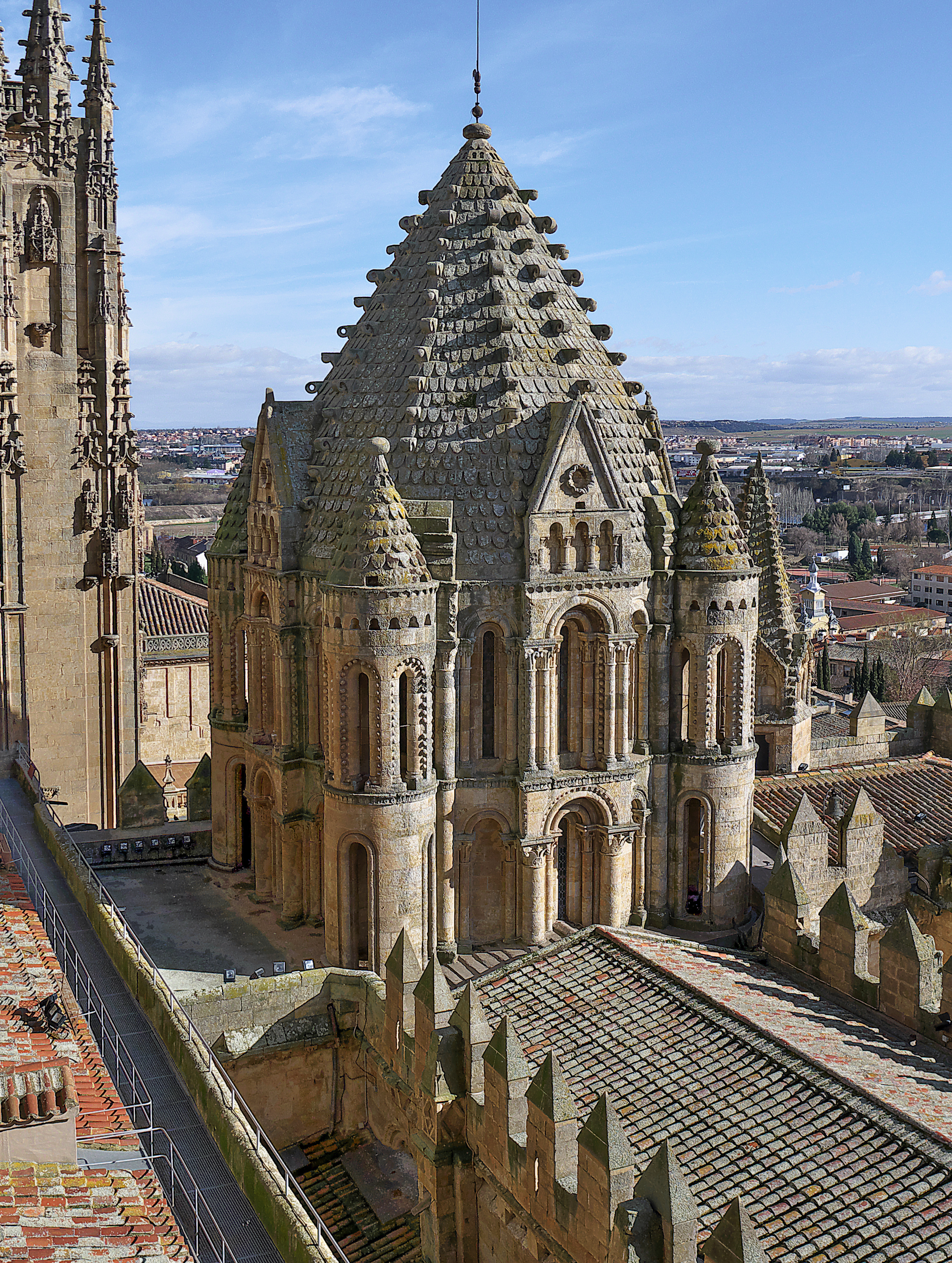
La torre del Gallo es el elemento que más destaca desde el exterior

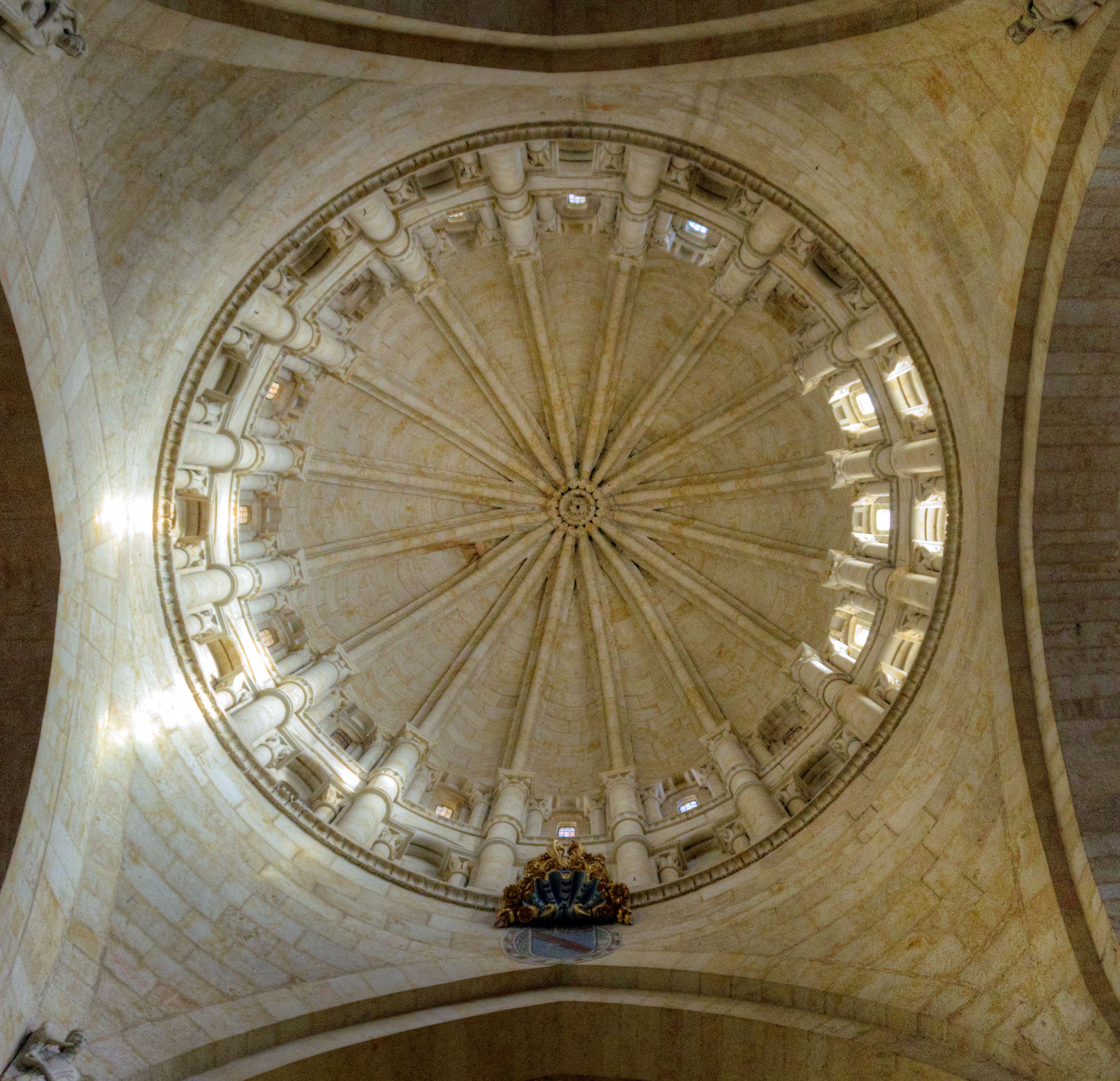
Interior de la torre del Gallo

El elemento que más destaca del monumento es el considerable cimborrio que se eleva sobre el crucero apoyado en cuatro impresionantes pechinas, y cuya fecha de construcción debe situarse en torno al año 1150. En su parte interior tiene forma de naranja abierta con dieciséis gajos, mientras que en el exterior en cambio tiene forma casi cónica con decoración de escamas, conociéndose popularmente al mismo como la "Torre del Gallo", ya que este animal aparece en la veleta que la corona. Se apoya en un tambor con dieciséis columnas en el interior, aligerado por 32 ventanas, 16 nervios se cruzan encontrándose en la parte central del cimborrio. El modelo de la cúpula está basado en el de la Catedral de Zamora que fue la primera del grupo de cimborrios del Duero, también denominados cimborrios leoneses o bizantino-leoneses (grupo formado por los cimborrios de las catedrales de Zamora, Plasencia, la propia Catedral Vieja de Salamanca, y el de la Colegiata de Toro), que presentan una estructura similar con dos cúpulas distintas, una al interior y otra al exterior, entre las cuales habría un relleno de grava y tierra, si bien se apoyan una en la otra. La decoración exterior de forma escamada es muy curiosa y difícil de rastrear en la Historia del Arte, existiendo decoraciones similares en Iglesias de Turquía, aunque también aparecen en la decoración de las torres de la Iglesia de Santa María la Grande de Poitiers, influencia mucho más probable que la turca, si se tiene en cuenta que en la repoblación de la ciudad participó gente proveniente de Francia.
Poco queda de la fachada original, tapada por otra del siglo XVIII (11 en la planta). Está flanqueada por dos torres; la de la izquierda (torre de las campanas, 3 en la planta) quedó debajo de la torre de la Catedral Nueva, y a la de la derecha, que no llegó a terminarse, se le dio el nombre de Torre Mocha (4 en la planta), y puede verse todavía. La nueva portada, poco después de ser construida, quedó tapada parcialmente, en su parte izquierda, por el talud de piedra que hubo que hacer para reforzar la torre de las campanas tras el terremoto de Lisboa.

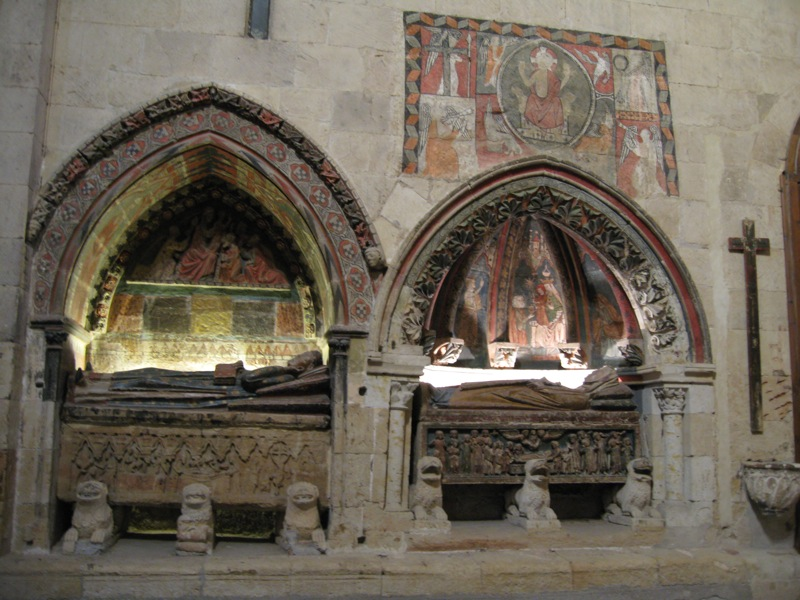
Sepulcros y pinturas murales en el brazo sur del crucero

Otros atractivos con los que cuenta el templo son, el retablo principal del siglo XV, atribuido a Nicolás Florentino (1430), y el fresco superior, que representa el Juicio Final, y que es, con seguridad, de Nicolás Florentino (1445). A los pies, bajo la Torre de las campanas, está la capilla de San Martín o del aceite. Esta última fue pintada por Antón Sánchez de Segovia en 1262, estando sus pinturas consideradas como las más antiguas de Europa con firma[cita requerida]. En el claustro hay unos frescos de los siglos XIII-XIV que decoran los sepulcros y se abre una serie de capillas, entre las que se cuentan la de Talavera, la de Santa Bárbara, con el sepulcro del obispo Juan Lucero, en la que se realizaban los exámenes de grado de la Universidad, la de Santa Catalina y la de San Bartolomé o de Anaya.

## El retablo mayor

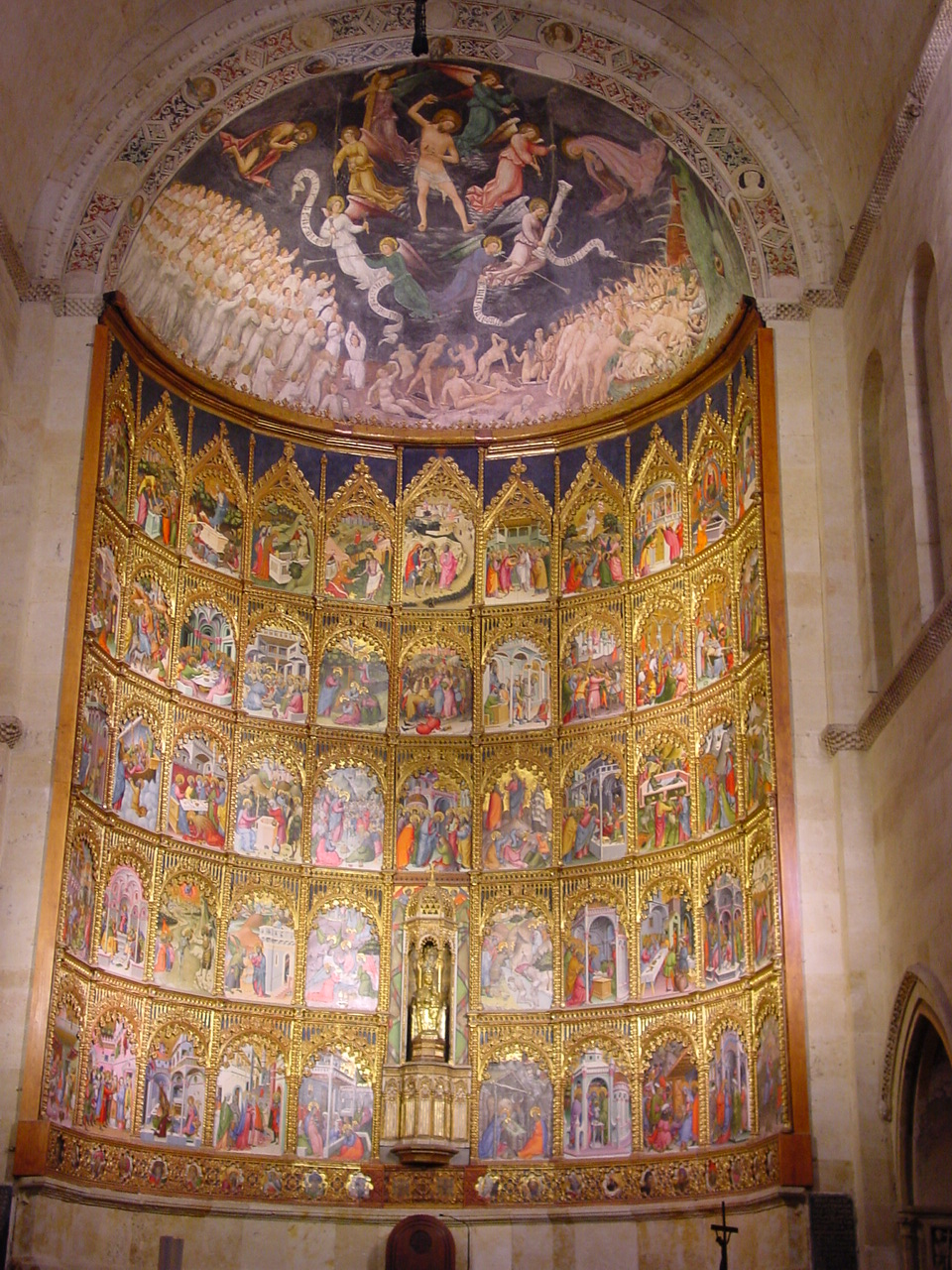
Retablo

La obra debe situarse entre los años 1430-1450 y son tres los autores que trabajan en las 53 tablas que componen el retablo de la Catedral Vieja de Salamanca (2 en la planta).
Las obras principales corresponden al artista Italiano Daniel Delli, más conocido como Dello Delli, a él corresponden las 12 primeras tablas, que son sin duda las que mayor calidad tienen. Dello contaría con ayuda de sus dos hermanos, Sanson Delli realiza algunas tablas de la parte central del retablo ayudado de artistas locales que trabajarían bajo las órdenes de Dello Delli. Por fin el tercer hermano Nicolás Delli, más conocido como Nicolás Florentino, realiza algunas de las últimas tablas de la obra y la pintura del Juicio Final que se encuentra en el cascarón del ábside de la Catedral.
El retablo presenta un ciclo de la vida de la Virgen María y de Jesucristo, desde el Nacimiento de la Virgen hasta el tránsito de la Madre de Cristo, todo acompañado de escenas de la vida de Jesús y rematadas por el magnífico Juicio Final. Las pinturas se muestran como muy avanzadas para el momento artístico que se vive en España en ese momento, algunas de las soluciones renacentistas que aparecen en los edificios de las pinturas, así como algunas cúpulas que recuerdan la obra que Brunelleschi son demasiado nuevas para un país que todavía construye en gótico. Los colores vivos, destacando entre ellos el rosa, hacen muy reconocibles las pinturas. La influencia de la pintura italiana, en concreto de la escuela sienesa y florentina, mezclado con los detalles típicos de la pintura flamenca, se unen de forma magistral para ofrecer un magnífico ciclo pictórico.
En la parte del cascarón del ábside se representa el Juicio Final, donde aparece Jesucristo que camina amenazante para separar a los buenos de los malos. La mano derecha de Jesús se encuentra entre la bendición y la amenaza, la mano izquierda se la lleva al pecho con intención de abrirse la herida del costado y enseñarla a todo el mundo. El esquema iconográfico de Jesucristo es igual al que posteriormente utilizará Miguel Ángel para el Juicio de la Capilla Sixtina. Cristo aparece rodeado de ángeles que portan diferentes elementos de la pasión. A sus pies se encuentran la Virgen María y Juan Evangelista de rodillas esperando el avance de Jesús que parece que camina. A la derecha de Cristo aparece los salvados, vestidos de blanco, a su izquierda los condenados, desnudos y que parecen caminar hacia la boca de un monstruo gigante. Entre las figuras de los condenados se aprecian los rostros de algún obispo y algún Papa, aludiendo a que nadie está libre del juicio de Dios.
El retablo está presidido por una imagen conocida como la Virgen de la Vega, patrona de la ciudad. La imagen, realizada en madera, está cubierta de bronce sobredorado con incrustaciones de esmaltes y piedras preciosas. Procede del desaparecido monasterio de Santa María de la Vega, de canónigos regulares de San Agustín situado en la vega del río Tormes. Debe fecharse en el siglo XII, sigue modelos bizantinos, inmóvil, sostiene en sus rodillas al niño, mostrándolo al espectador con su mano derecha.

## La capilla de San Martín o Capilla del aceite

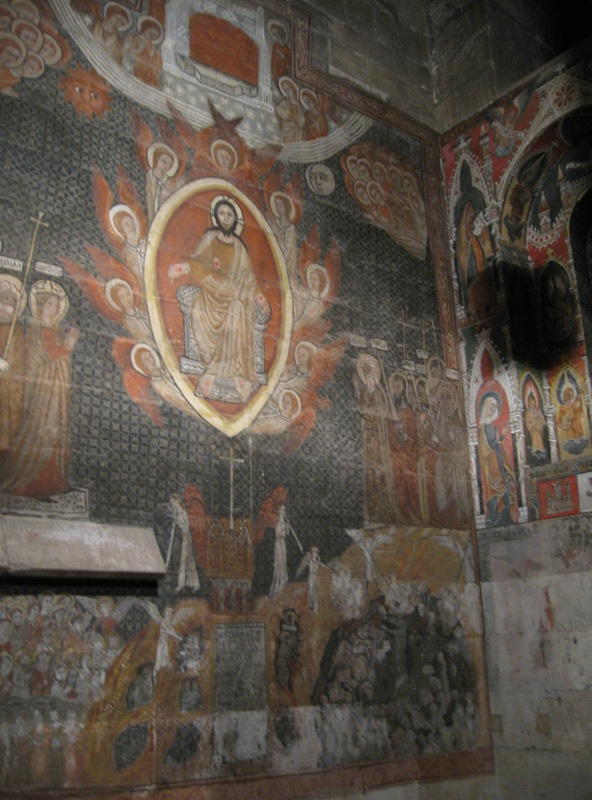
Pinturas murales en el interior de la Capilla de San Martín

Está situada bajo la llamada Torre de las Campanas (3 en la planta), sobre la que se edificó la actual torre de la Catedral Nueva. El nombre del Santo parece que no pudo ponerse como titular de la Catedral porque estaba dedicada a la Virgen María, por eso un Santo tan francés como Martín, quedó relegado a una pequeña capilla situada a los pies de la Catedral, alojada en el hueco de la torre de campanas. No obstante, el nombre del Santo sí pudo darse a una iglesia románica que con un esquema similar a la Catedral, aunque más pequeña, se construyó extramuros, donde luego se haría la Plaza Mayor (que por eso, al principio llevó el nombre de plaza de San Martín). Justo antes de entrar en la Capilla y descubierta hace poco tiempo aparece un gran pintura sobre la pared del templo donde San Martín se encuentra compartiendo su capa.
Lo más interesante que tiene esta capilla son unas pinturas engalanadas con escudos de los reinos de León y de Castilla, algunas de las cuales aparecen datadas en el año 1262 y tienen como autor a Antón Sánchez de Segovia (aunque habría que poner en duda una fecha tan temprana), situadas en el testero del fondo con imágenes de Jeremías, Isaías y Daniel arriba y San Joaquín, y Santa Ana abajo, todos ellos bajo arquillos arquitectónicos fingidos. Junto a estas, situada en el testero de al lado y realizada en el siglo XIV, destaca la imagen del Juicio Final, pintada como si fuera un tapiz, donde Jesucristo se presenta dentro de una almendra, mostrando manos, pies y costado para enseñar las heridas de la pasión, acompañado por Apóstoles y la Virgen, separando a los salvados de los condenados.
Asimismo, hay en la capilla varios sepulcros, entre los cuales destaca el del Obispo Rodrigo Díaz, que falleció en el 1339, y está decorado con pinturas de la misma época y escenas de la Adoración de los Magos. Frente a este, otro sepulcro alberga los restos del fundador de la Capilla, Pedro Pérez, fallecido en 1262.

## El claustro (10)

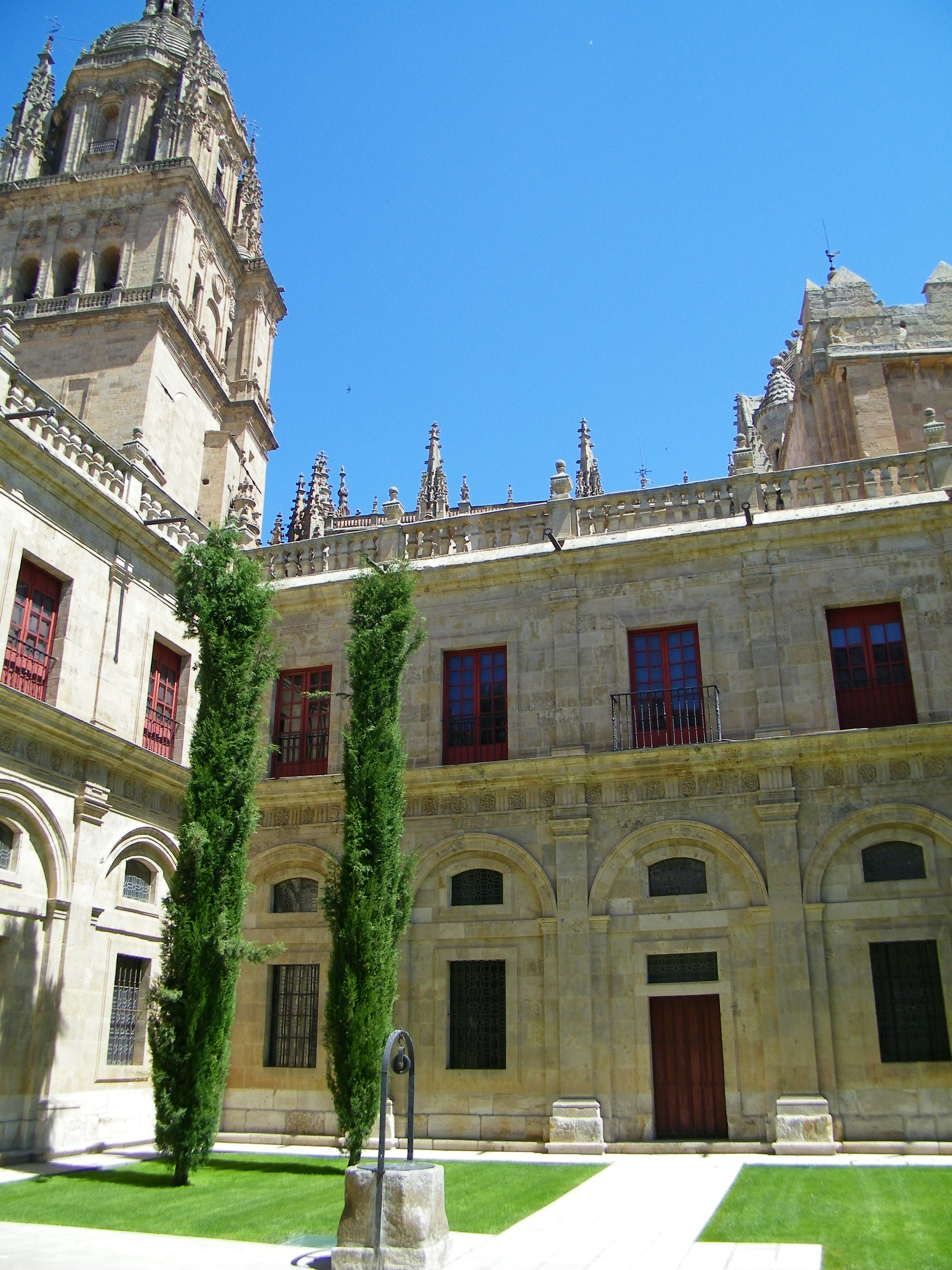
Vista del claustro y de la torre de las Campanas

El claustro primitivo sufrió daños en el terremoto de Lisboa y no quedan restos apreciables. El actual resulta de una reconstrucción posterior. En sus lados oriental y meridional hay una serie de capillas que se detallan a continuación. En la década de 2010 se difundió la hipótesis por parte de un experto que afirmaba que el claustro original de la Catedral Vieja de Salamanca se encuentra reconstruido en Palamós (Gerona).

## La capilla de San Salvador o de Talavera (5)

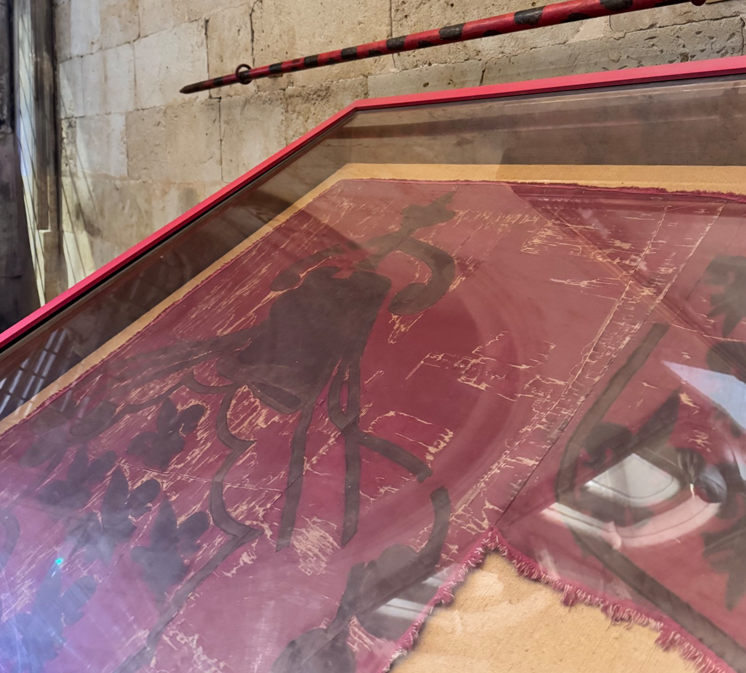
Pendón de los Comuneros de Castilla, que se encuentra en la Capilla de Talavera.

Es la más antigua de todas las capillas que forman el claustro. Está cubierta con una cúpula con 16 nervios paralelos dos a dos que se apoyan en columnas, y que forman una estrella de ocho puntas en la clave. Este tipo de cúpulas son de influjo musulmán y muy extrañas para una época tan temprana en el norte de España. En esta capilla, fundada por Rodrigo Maldonado, natural de Talavera, catedrático y rector de la Universidad, se mantiene desde el siglo XIV el Rito mozárabe. El sepulcro del fundador y el de su esposa se encuentran en el centro de la capilla.

## La capilla de Santa Bárbara (6)

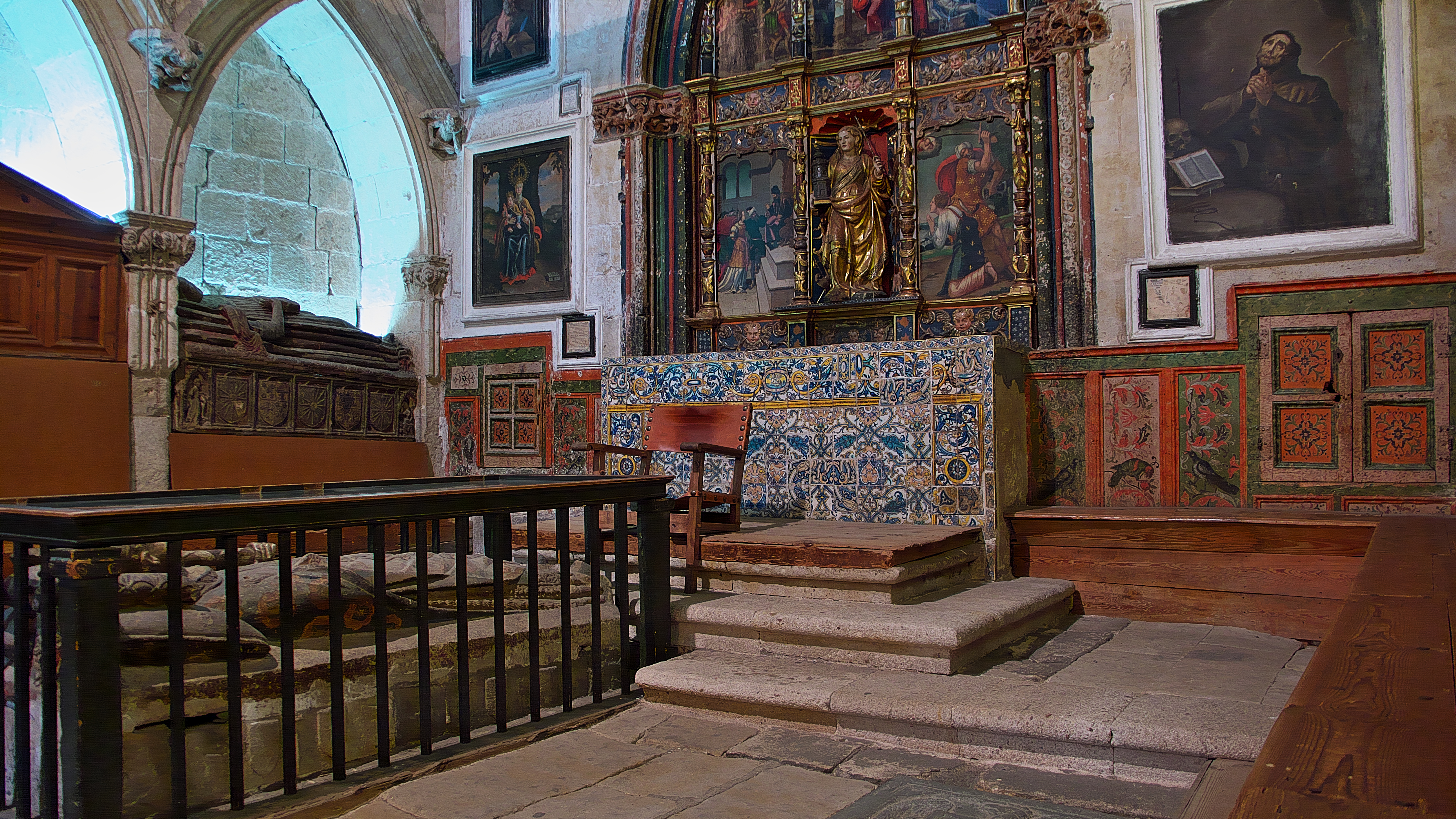
Capilla de Santa Bárbara con el sepulcro del Obispo Lucero

Fue fundada por el obispo Juan Lucero en 1334, cuya tumba está en el centro, y está decorada con un pequeño retablo que incluye pinturas que representan escenas de la muerte y pasión de Cristo y una imagen de la Santa titular, esta última realizada en el siglo XVI. El frente del altar muestra una magnífica decoración de cerámica de Talavera.
Desde los comienzos de la Universidad de Salamanca y cuando los estudios se hacían en locales de la catedral, esta capilla servía como lugar donde se realizaban los exámenes finales.
El estudiante que iba a realizar su examen de grado o de doctorado debía pasar toda la noche encerrado en la capilla, (lo que solían hacer sentados en una silla, con los pies apoyados sobre los de la escultura yacente del Obispo Lucero, situada en el centro de la capilla) y preparando (velando los libros) la defensa de su tesina (licenciatura) o su tesis (doctorado). A la mañana siguiente entraban los profesores (y cualquier otro doctor que quisiera intervenir) que se sentaban en los bancos que hay alrededor de la capilla y discutían al estudiante punto por punto las razones de su trabajo.
Si el estudiante aprobaba el examen, salía por la puerta principal de la catedral donde le esperaban sus amigos y juntos hacían una fiesta. Si el grado obtenido era el de doctor (el más alto de los estudios universitarios), sus compañeros escribían en una pared un anagrama de la palabra latina Victor seguida de su nombre —en letra o anagrama también— lo que equivaldría a "¡Victoria!". A partir de cierto momento (quizá a comienzos del siglo XVII), para celebrar la fiesta el doctorando debía ofrecer un toro a sus compañeros que, previamente toreado y estoqueado, servía para la comida de celebración (lo que hacía que conseguir un doctorado solamente estuviera al alcance de gente con posibles).
Si el estudiante no superaba el examen, salía por otra puerta, conocida como la "puerta de los carros" (13), una estrecha comunicación con la calle de Tentenecio donde no había ni amigos ni fiesta.

### Restauración y descubrimiento

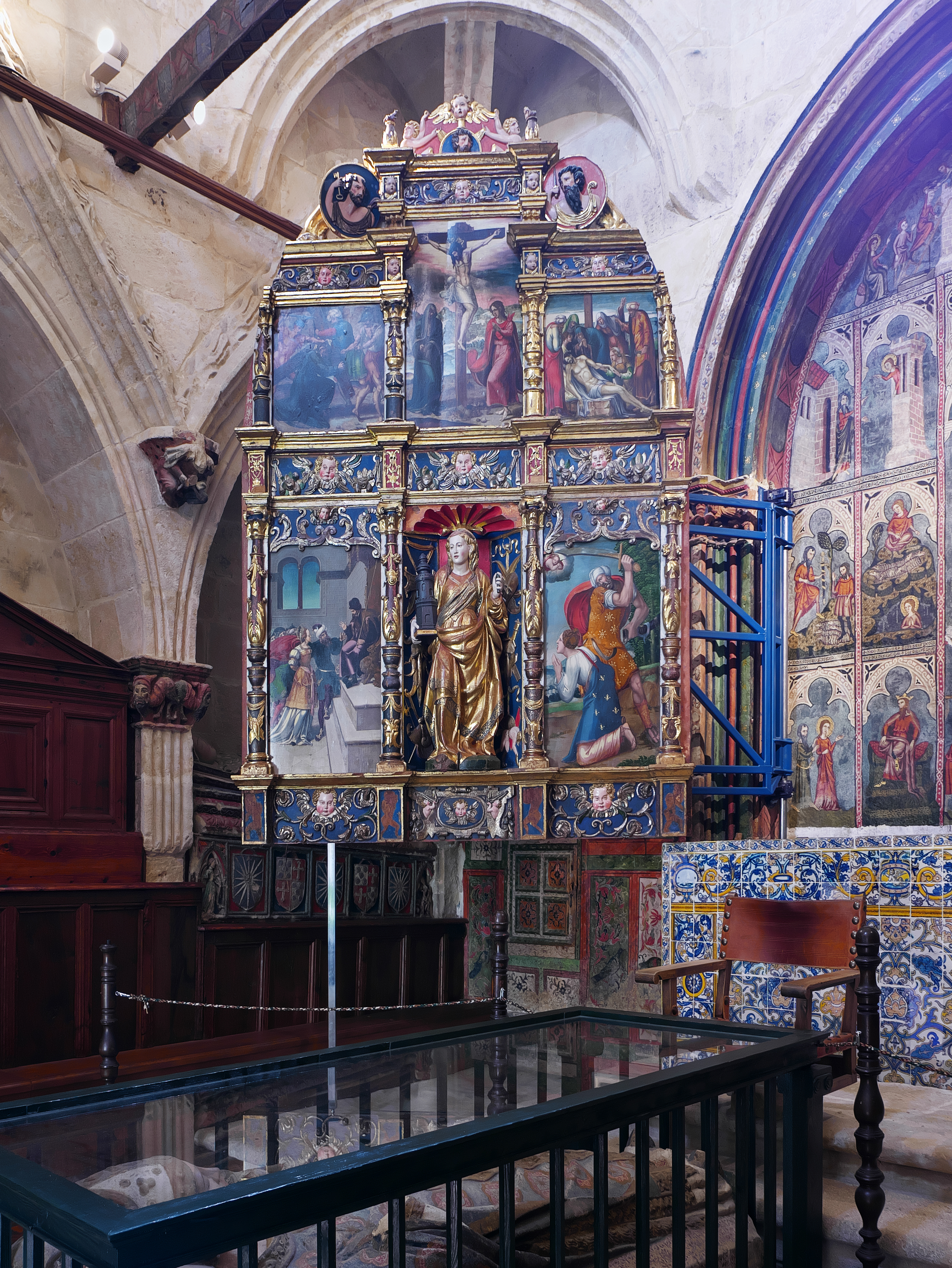
Retablos de la capilla

El miércoles 26 de febrero de 2020 el consejero de Cultura y Turismo, Javier Ortega, y el obispo de Salamanca, Carlos López dieron a conocer los trabajos llevados a cabo en los últimos meses en la restauración de esta capilla. Se restauraron las bóvedas y las cubiertas además de todo el patrimonio mueble, incluido muy especialmente el retablo que fue desarmado para su limpieza y restauración. Al desmontarlo salió a la luz un antiguo retablo con pinturas góticas que representaban la vida de santa Bárbara. La solución para que los dos retablos quedaran en su sitio ha sido añadir una estructura móvil que permite desplazar el retablo del siglo XVI para que quede a la vista el anterior gótico.

## Las salas capitulares del claustro (7)

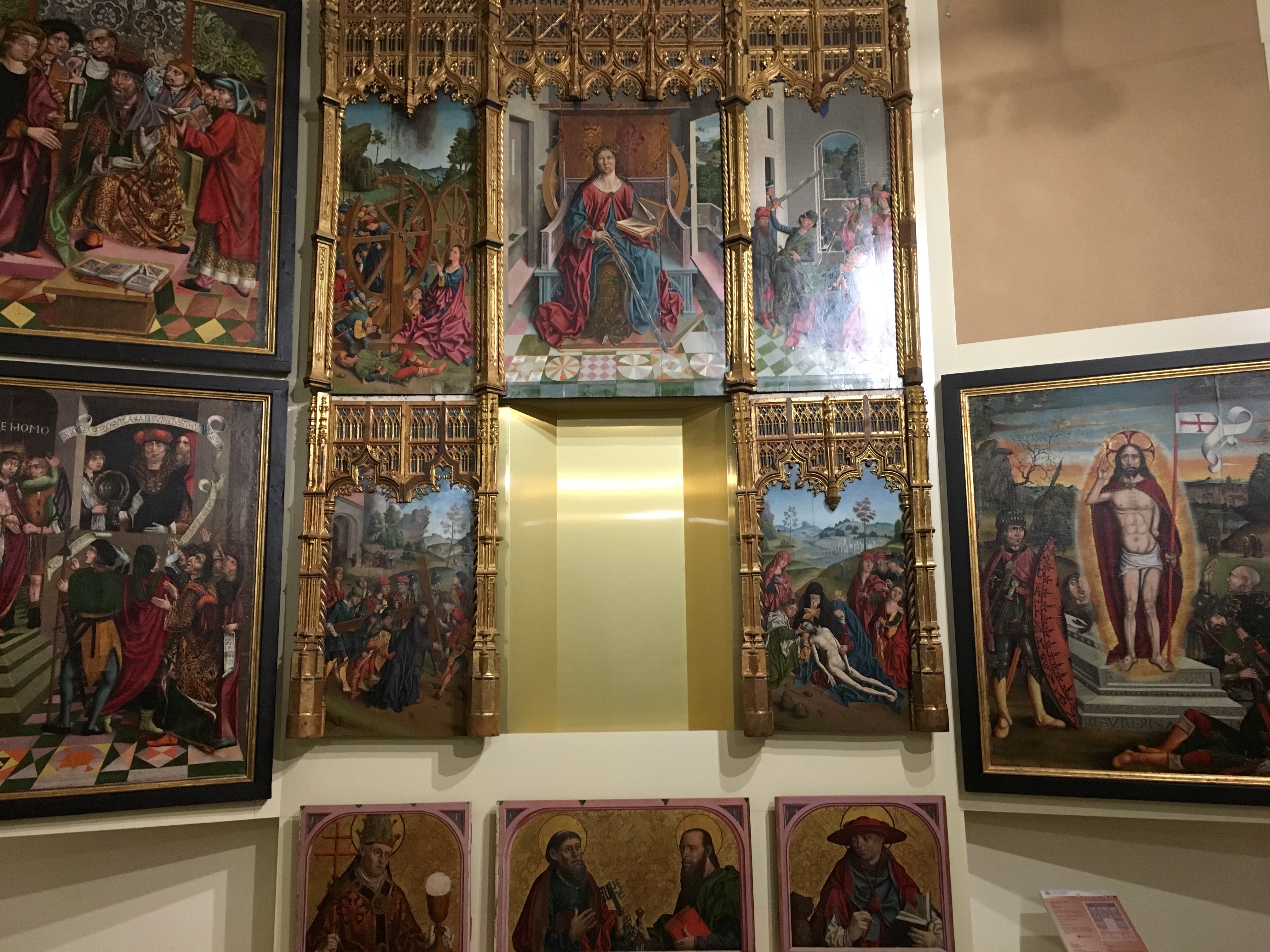
El retablo de Santa Catalina, de Fernando Gallego, es una de las obras más destacadas del Museo Catedralicio ubicado en las Salas Capitulares

Actualmente se usa como Museo Catedralicio albergando algunos de los cuadros de los que el Cabildo es depositario, estas salas capitulares fueron construidas en el año 1526. Entre ellos los más destacados son tres obras del artista Fernando Gallego que estarían pintados en la segunda mitad del siglo XV.
El más destacado de estos cuadros es el tríptico que representa el Martirio de Santa Catalina, pintado en estilo Flamenco, fácilmente reconocible por los suelos levantados y por la línea de fuga que siempre va en diagonal hacia la derecha. Ello junto al detallismo y el realismo con que están pintadas las obras las hace reconocibles en este autor. No hay más que mirar la tabla de la derecha donde aparece un verdugo cortando la cabeza de la Santa, pero tan reciente es el tajo que la cabeza todavía se encuentra a medio caer.
Detalles como este se ven en la tabla de Jesús con la Cruz a Cuestas donde uno de los sayones da una patada al Cristo mientras otro de ellos saca la lengua para insultarle. Ese detallismo es típico de la pintura Flamenca que florece en la Corona de Castilla y León del siglo XV.
La segunda de las salas está cubierta con un rico artesonado de estilo mudéjar con ornamento renacentista, que fue realizado por el carpintero Pedro Nieto. Aquí se conserva una pintura de Fernando Gallego que representa el Nacimiento de Cristo.
En la tercera sala hay obras del artista Pedro Bello, discípulo de Fernando Gallego, unas obras que se pueden fechar en torno al año 1500. Junto a ellas se conservan un tríptico y cuatro tablillas de un mediocre seguidor de Dello Delli.

## Capilla de Santa Catalina (8)

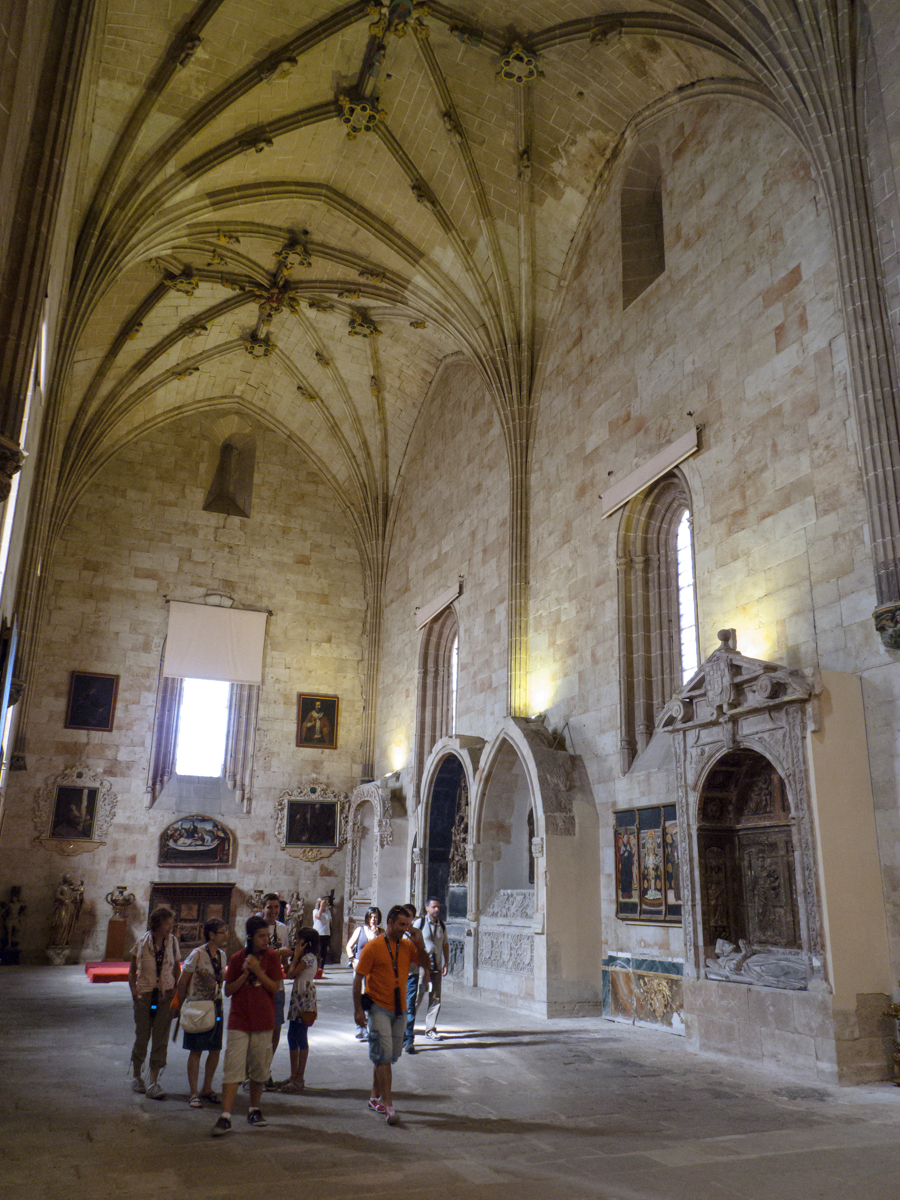
Capilla de Santa Catalina, antes de su restauración en el 2018.

La Capilla de Santa Catalina, también conocida como Capilla del Canto, fue fundada por el obispo Vidal en el siglo XII. Posteriormente fue ampliada y reformada en el XV para instalar en ella la biblioteca capitular. Es la capilla de mayores dimensiones del claustro.
A lo largo de su historia la capilla ha tenido distintos usos. En ella se examinaba a los alumnos de la Universidad para acceder al grado de licenciado. También fue sede de sínodos medievales compostelanos, lugar de celebración para las comidas de las gracias y capilla de canto donde se enseñaba música en una de las principales cátedras de las universidades españolas, motivo por el que alberga el sepulcro del maestro Doyagüe. En el siglo XX el espacio se convirtió en una sala expositiva-almacén que albergaba distintas obras de arte catedralicias sin orden expositivo. Con la reestructuración del Museo Catedralicio en las Salas Capitulares, el espacio quedó liberado para su restauración integral en 2018, tras la que ha sumado a su carácter patrimonial el uso como sala para la celebración de actividades culturales como conferencias y conciertos.

## La capilla de San Bartolomé o de los Anaya (9)

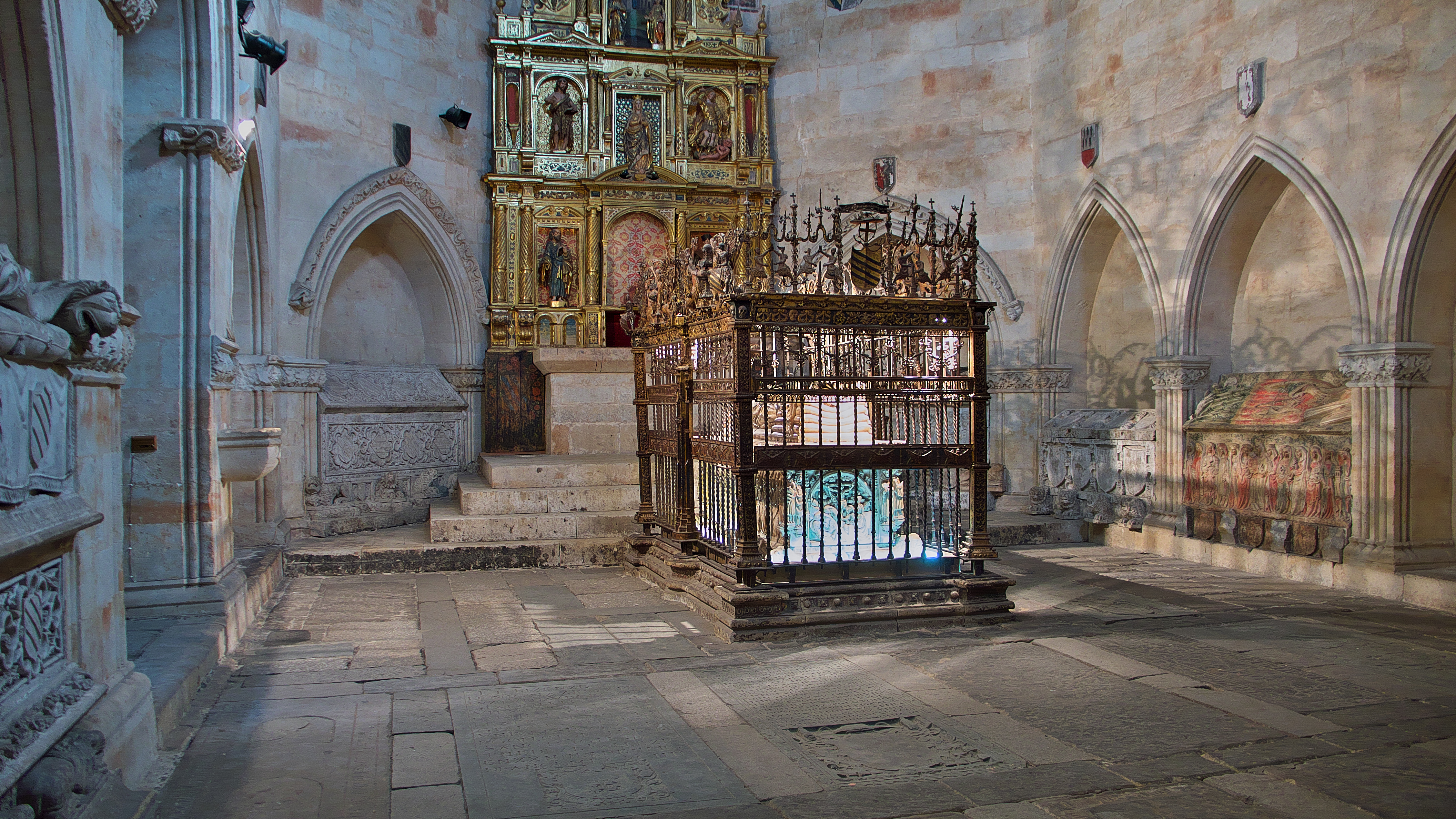
Capilla de los Anaya

En la parte central está el sepulcro del fundador de la capilla y patriarca de la familia Diego de Anaya, obispo de Salamanca y arzobispo de Sevilla, devoto de San Bartolomé y mecenas que fundó el Colegio Mayor de San Bartolomé o Colegio Viejo (el más antiguo de Salamanca). Está realizado en alabastro, posiblemente por un maestro alemán; está rodeado por una bellísima reja (que impide parcialmente la visión del sepulcro) también realizada en el siglo XVI, llena de decoración y con constantes alusiones a la muerte. Otros miembros de la familia Anaya se encuentran enterrados en la misma capilla, donde dos de las tumbas conservan los colores originales con los que fueron hechas.
Esta capilla fue reformada en el siglo XVI, como puede apreciarse en la bóveda estrellada que cubre el techo de la misma.
Además en la capilla se conserva un órgano que pasa por ser uno de los más antiguos que existen, que debería fecharse en el siglo XIV; actualmente se encuentra colocado encima de un magnífico podio de estilo mudéjar y conserva pinturas en el frente que representan una Anunciación. Restaurado, el órgano está actualmente en funcionamiento perfecto.

## La Casa de la Cabeza
Se trata de una vivienda del s. XVI adosada a la Capilla de Santa Catalina con puerta a la calle Gibraltar, frente a la Casa Lis. En sus orígenes pudo albergar el Colegio Menor de la Casa de Uclés de la Orden de Santiago, motivó por el que en la fachada se colocó un relieve con la cabeza de Santiago Apóstol que da nombre al edificio. La casa se utilizó también como vivienda para miembros del cabildo catedralicio hasta que cayó en desuso y llegó a estar en estado ruinoso. La restauración del edificio ha permitido integrarlo en recorrido turístico de las Catedrales, albergando la sala de descanso, aseos, tienda de recuerdos y salida del edificio. Los restos arqueológicos encontrados en el proceso de restauración, que incluyen dos columnas que pudieron pertenecer al claustro románico de la catedral, se han integrado en estos espacios.